# Kiryl Pramudraŭ
Kiryl Aljaksandravič Pramudraŭ (in bielorusso Кiрыл Аляксандравіч Прамудраў?; Brėst, 11 giugno 1992) è un calciatore bielorusso, centrocampista del Tarpeda-BelAZ.

## Palmarès

### Club

#### Competizioni nazionali
- Coppa di Bielorussia: 2

Dinamo Brest: 2017-2018
Tarpeda-BelAZ: 2022-2023
- Supercoppa di Bielorussia: 2

Dinamo Brest: 2018
Tarpeda-BelAZ: 2024